# Trebež (Jasenovac)
Trebež is een plaats in de gemeente Jasenovac in de Kroatische provincie Sisak-Moslavina. De plaats telt 77 inwoners (2001).